# مقدمه بر تاریخ علم
کتاب مقدمه بر تاریخ علم ، شرح پیشرفت علم و اندیشهٔ علمی، در طی ۲۳۰۰ سال (از سدهٔ ۹ پیش از میلاد تا سدهٔ ۱۴ میلادی) است.
جلد اول کتاب ، در متن اصلی، شامل بیست قرن است (از سدهٔ ۹ پیش از میلاد تا سدهٔ ۱۱ میلادی)
جلد دوم شامل دو قرن است (در دو بخش: بخش اول شامل سدهٔ ۱۲ و بخش دوم شامل سدهٔ ۱۳ میلادی)
جلد سوم شامل تنها یک قرن است (در دو بخش: بخش اول شامل نیمهٔ اول سدهٔ ۱۴ میلادی و بخش دوم شامل نیمهٔ دوم آن)